# Ivan Teleguine
Pour les articles homonymes, voir Teleguine.
Ivan Alekseïevitch Teleguine, en russe : Иван Алексеевич Телегин et en anglais : Ivan Telegin (né le 28 février 1992 à Novokouznetsk en Russie), est un joueur professionnel russe de hockey sur glace. Il évolue au poste d'attaquant.

## Biographie

### Carrière en club
Formé au  Metallourg Novokouznetsk, il est choisi au premier tour en quarante-deuxième position par le Spirit de Saginaw lors de la sélection européenne 2009 de la Ligue canadienne de hockey. Il part alors en Amérique du Nord et évolue trois ans dans la Ligue de hockey de l'Ontario. Il est sélectionné au quatrième tour, en cent-unième position par les Thrashers d'Atlanta lors du repêchage d'entrée dans la LNH 2010. En 2012, il passe professionnel avec les IceCaps de Saint-Jean
dans la Ligue américaine de hockey.

### Carrière internationale
Il représente la Russie au niveau international. Il prend part aux sélections jeunes.

### Vie privée
Il se marie avec la chanteuse Pelagueïa après la Coupe du monde de hockey sur glace 2016. Leur fille Taïssia naît en janvier 2017.

## Trophées et honneurs personnels

### Ligue de hockey de l'Ontario
- 2010 : nommé dans la deuxième équipe des recrues.

## Statistiques

### En club
| Saison    | Équipe                | Ligue |    | Saison régulière | Saison régulière | Saison régulière | Saison régulière | Saison régulière |   | Séries éliminatoires | Séries éliminatoires | Séries éliminatoires | Séries éliminatoires | Séries éliminatoires |
| Saison    | Équipe                | Ligue | PJ | B                | A                | Pts              | Pun              | PJ               | B | A                    | Pts                  | Pun                  |                      |                      |
| 2009-2010 | Spirit de Saginaw     | LHO   | 51 | 26               | 18               | 44               | 20               | 6                | 1 | 1                    | 2                    | 6                    |                      |                      |
| 2010-2011 | Spirit de Saginaw     | LHO   | 59 | 20               | 41               | 61               | 35               | 12               | 2 | 8                    | 10                   | 8                    |                      |                      |
| 2011-2012 | Colts de Barrie       | LHO   | 46 | 35               | 29               | 64               | 26               | 13               | 5 | 9                    | 14                   | 6                    |                      |                      |
| 2012-2013 | IceCaps de Saint-Jean | LAH   | 34 | 3                | 6                | 9                | 8                | -                | - | -                    | -                    | -                    |                      |                      |
| 2014-2015 | HK CSKA Moscou        | KHL   | 31 | 3                | 1                | 4                | 29               | 3                | 0 | 0                    | 0                    | 2                    |                      |                      |
| 2015-2016 | HK CSKA Moscou        | KHL   | 41 | 6                | 3                | 9                | 22               | 18               | 3 | 5                    | 8                    | 8                    |                      |                      |
| 2016-2017 | HK CSKA Moscou        | KHL   | 43 | 3                | 9                | 12               | 30               | 10               | 0 | 2                    | 2                    | 10                   |                      |                      |
| 2017-2018 | HK CSKA Moscou        | KHL   | 44 | 7                | 7                | 14               | 12               | 17               | 0 | 3                    | 3                    | 40                   |                      |                      |
| 2018-2019 | HK CSKA Moscou        | KHL   | 49 | 6                | 16               | 22               | 26               | 20               | 1 | 2                    | 3                    | 9                    |                      |                      |
| 2019-2020 | HK CSKA Moscou        | KHL   | 32 | 4                | 2                | 6                | 6                | -                | - | -                    | -                    | -                    |                      |                      |
| 2020-2021 | HK CSKA Moscou        | KHL   | 35 | 6                | 6                | 12               | 6                | 22               | 2 | 2                    | 4                    | 2                    |                      |                      |
| 2021-2022 | Avangard Omsk         | KHL   | 27 | 5                | 5                | 10               | 4                | 13               | 3 | 2                    | 5                    | 2                    |                      |                      |
| 2022-2023 | Avangard Omsk         | KHL   | 53 | 9                | 9                | 18               | 8                | 14               | 0 | 5                    | 5                    | 6                    |                      |                      |
| 2023-2024 | Avangard Omsk         | KHL   | 26 | 1                | 6                | 7                | 10               | 1                | 0 | 0                    | 0                    | 0                    |                      |                      |

### En équipe nationale
| Année | Compétition                 |    | PJ | B | A | Pts | Pun | +/-                |  | Résultat |
| 2010  | Championnat du monde junior | 5  | 0  | 0 | 0 | 2   | 0   | Sixième place      |  |          |
| 2012  | Championnat du monde junior | 6  | 1  | 1 | 2 | 12  | 0   | Médaille d'argent  |  |          |
| 2016  | Championnat du monde        | 10 | 4  | 2 | 6 | 4   | +5  | Médaille de bronze |  |          |
| 2017  | Championnat du monde        | 10 | 2  | 1 | 3 | 4   | +5  | Médaille de bronze |  |          |
| 2018  | Jeux olympiques             | 6  | 1  | 2 | 3 | 4   | +1  | Médaille d'or      |  |          |
| 2019  | Championnat du monde        | 8  | 1  | 1 | 2 | 4   | +2  | Médaille de bronze |  |          |